# Karmageddon
Karmageddon je v pořadí sedmá studiová deska české indie rockové kapely Sunshine. Album, které vyšlo v květnu 2011 u společnosti Sony Music, obsahuje deset songů, na jednom z nich dokonce hostuje jako zpěvák Justin Pearson z americké kapely The Locust. Desku produkovala dvojice Dušan Neuwerth a Bernd Burgdorf. Natáčelo se v pražském studiu Sono a v berlínském studiu Phila Freeborna.

## Seznam skladeb
1. Today (Is Not The Day)
2. Seven Sins, Seven Signs
3. NFNY
4. The Echoes
5. Crimson Curse
6. The Night Is On Fire
7. Poltergeist
8. Karmageddon
9. Astrogen Nostalgia
10. We Carry a Third World Briefcase